# Nachna
Nachna oder Nachne ist ein mittelgroßer, aus einfachen Häusern bestehender Ort im Distrikt Panna im indischen Bundesstaat Madhya Pradesh. Nahebei befindet sich eine bereits in der Gupta-Zeit genutzte Pilgerstätte, die nach ihrem heutzutage wichtigsten Heiligtum Chaumukhnath genannt wird.

## Lage
Der Ort Nachne liegt etwa 30 km (Fahrtstrecke) südwestlich der Kleinstadt Nagod und gut 100 km in südwestlicher Richtung von Khajuraho entfernt in einer Höhe von ca. 360 m. Der nächstgelegene größere Bahnhof befindet sich in der ca. 60 km nordöstlich gelegenen Stadt Satna; der sehenswerte Gupta-Tempel von Bhumara befindet sich etwa 45 km (Luftlinie) weiter östlich. Das Klima ist warm; Regen fällt eigentlich nur in den sommerlichen Monsunmonaten Juni bis September.

## Bevölkerung
Die zumeist Hindi sprechende Bevölkerung besteht – wie in den Landgemeinden Indiens üblich – nahezu ausschließlich aus Hindus. Der Anteil der männlichen Bevölkerung liegt um ca. 7 % höher als der weibliche.

## Wirtschaft
Die Bevölkerung lebt traditionsgemäß beinahe ausschließlich von der Landwirtschaft, zu der auch ein wenig Viehzucht (Milchkühe, Hühner) gehört. Außerdem gibt es einige Kleinhändler und Tagelöhner.

## Geschichte
Die frühe Geschichte des Ortes ist nicht bekannt, da Urkunden oder Bauinschriften fehlen; sie lässt sich nur aus den beiden noch existierenden alten Tempelbauten sowie aus weiteren Funden erschließen: Diese legen nahe, dass Nachna einst eine nicht unbedeutende Wallfahrts- bzw. Pilgerstätte war, die über Jahrhunderte und letztlich bis in die heutige Zeit Gläubige anzog. Der sogenannte Parvati-Tempel stammt noch aus der Gupta-Zeit (2. Hälfte des 5. Jahrhunderts); der in der Region viel bekanntere und hochverehrte Chaumukhnath-Tempel dürfte ebenfalls in dieser Zeit entstanden sein; er ist jedoch in den nachfolgenden Jahrhunderten mehrfach verändert und ergänzt worden, so dass eine klare und einheitliche Datierung nicht mehr möglich ist. Von anderen gupta-zeitlichen Tempeln wurden Fundamentreste und Dekorelemente gefunden.

## Tempel
Die beiden wichtigsten Tempel von Nachna liegen nahe beieinander. Da es sich beim Chaumukhnath-Tempel (deutsch etwa „Herr mit vier Gesichtern“) eindeutig um ein dem Gott Shiva gewidmetes Heiligtum handelt, kam es beim versetzt gegenüber liegenden Tempelbau zu der volkstümlichen Bezeichnung „Parvati-Tempel“, die jedoch mit der ursprünglichen Weihe des Baus sicherlich nichts zu tun hat, denn Parvati selbst erfährt in ganz Indien keine eigene Verehrung, sondern nur im Beisein von Shiva oder in den Formen von Kali, Durga, Chamunda, Annapurna u. a. Ein Kultbild im Innern ist nicht erhalten, doch legt die eindeutig shivaitische Ikonographie (Kailash, Ganas, Shiva-Pratiharas) nahe, dass es sich beim Parvati-Tempel ebenfalls um ein dem Gott Shiva geweihtes Heiligtum gehandelt haben könnte.

### Parvati-Tempel

#### Architektur

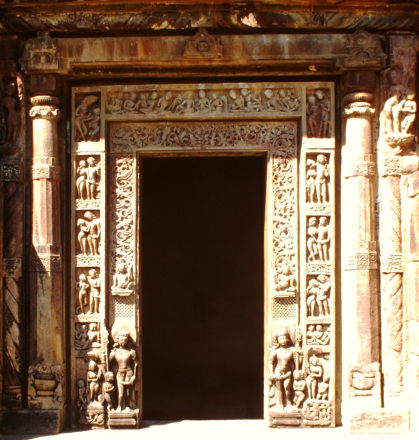
Die Seitengewände des Türportals am Parvati-Tempel zeigen die Flussgöttinnen Ganga (unten links) und Yamuna (unten rechts); über ihnen befinden sich himmlische Liebespaare (mithunas). Die größeren Figuren am inneren Portalgewände sind Wächter (pratiharas) mit Attributen Shivas – darunter dem Dreizack (trishula).

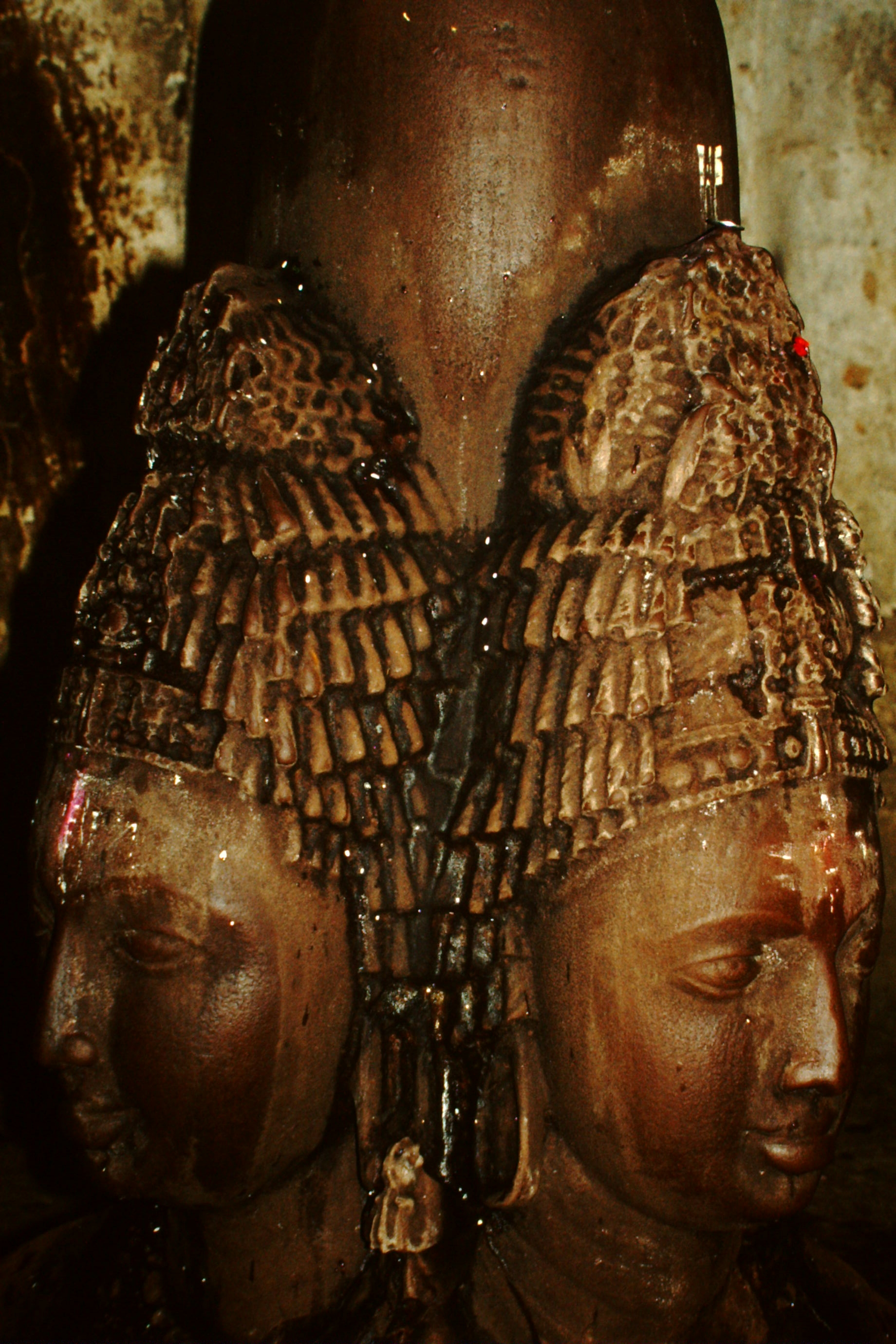
Nachna – Chaumukhnath-Lingam (7. Jh.)

Der sogenannte Parvati-Tempel mit seinen über 1 m dicken Außenwänden ist nach Westen – d. h. in Richtung der untergehenden Sonne – orientiert und erhebt sich auf einer etwa 2 m hohen Plattform, die in ganz Indien einzigartig ist: Die nach außen sichtbaren Steine sind zwar glatt behauen, die Ecken und Seitenkanten vieler Steine sind jedoch bewusst abgeschlagen worden und zwar so, dass der Eindruck entsteht, es handele sich bei der Plattform um eine Felslandschaft, was natürlich Assoziationen zum heiligen Berg Kailash, dem Wohnsitz Shivas und seiner Gemahlin Parvati im Himalaya, wachruft.
Wie bei allen frühen Gupta-Tempeln sind die Innen- und Außenwände der Cella (garbhagriha) – mit Ausnahme der beiden Jali-Fenster – weder gegliedert noch in anderer Weise geschmückt. Oberhalb der Cella hatte der Tempel ursprünglich einen kammerartigen Aufbau, der manchmal als Vorform eines Shikhara-Turms, manchmal aber auch als Raum zur Aufbewahrung und zum Schutz des Tempelschatzes angesehen wird. Wie auf einem alten Foto noch zu sehen ist, war das Dach des Aufbaus ehemals mit großen Steinplatten flachgedeckt. Derartige zweigeschossige Konstruktionen haben sich nur in wenigen frühen Tempeln erhalten (vgl. Sanchi, Tempel Nr. 45; Deogarh, Kuraiya-Bir-Tempel). Da eine offene steinerne Säulenvorhalle (mandapa) fehlt, ist es durchaus möglich, dass die Cella zur Zeit ihrer Erbauung von einem überdachten und längst zerstörten hölzernen Umgang umgeben war.

#### Türportal
Das Eingangsportal zum Sanktum (garbhagriha) des Tempels mit seinem mehrfach in die Tiefe gestaffelten Portalgewände – bestehend aus Säulen, die auf Krügen (kalashas) aufruhen, und Reliefpfosten – ist das besterhaltene aus der Gupta-Zeit; es ist überreich mit beinahe freiplastischen Wächterfiguren im unteren Teil (Ganga und Yamuna sowie Shiva-Pratiharas), „Himmlischen Liebespaaren“ (mithunas) etc. sowie vegetabilischem Rankenwerk geschmückt, das aus den Bauchnabeln zweier Zwerge (ganas)emporwächst, deren Körper ebenfalls davon überzogen ist. Von anderen gupta-zeitlichen Türportalen unterscheidet es sich durch das Fehlen eines deutlich über die seitlichen Türpfosten hinausragenden steinernen Sturzbalkens (Lintel).

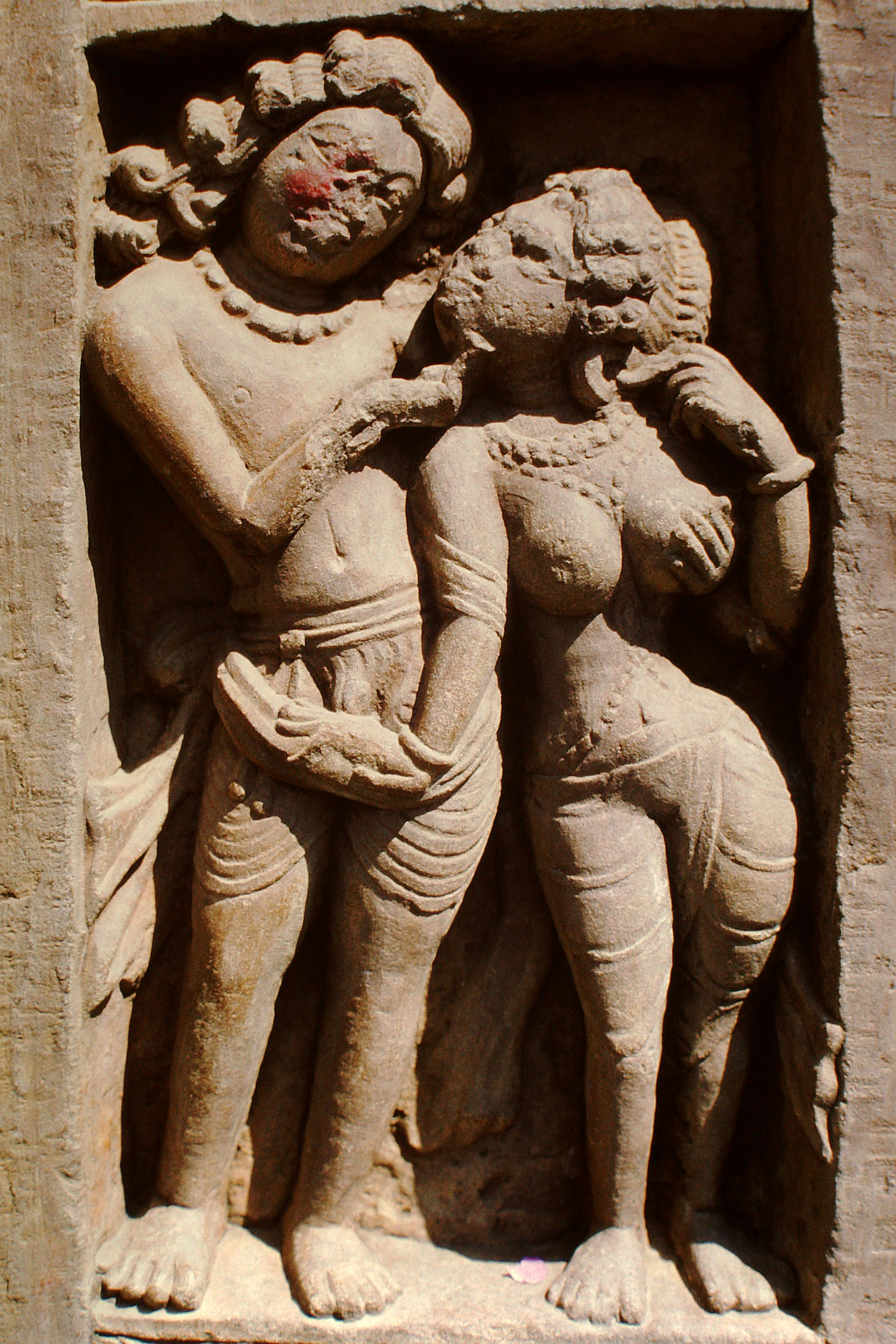
Mithuna
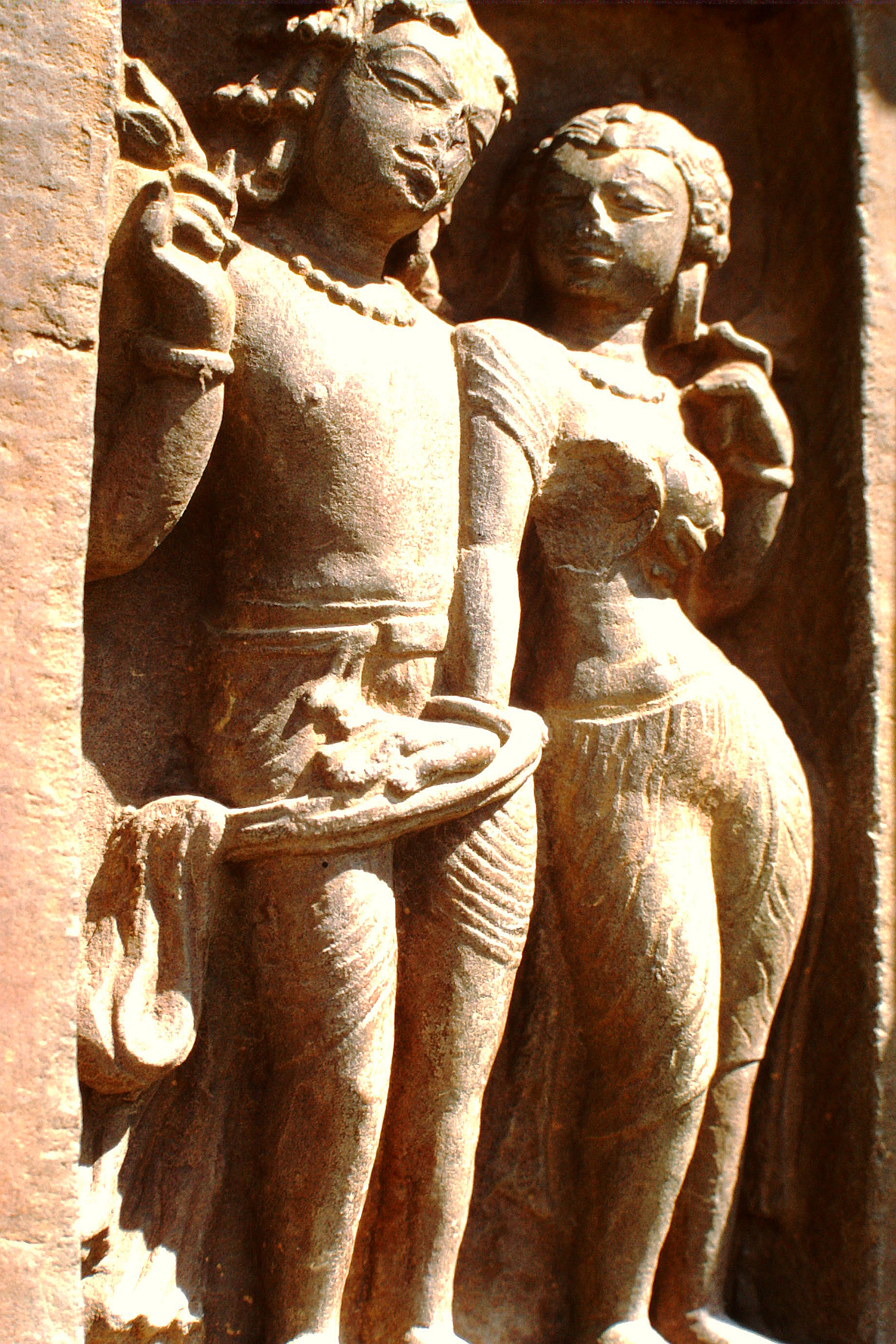
Mithuna
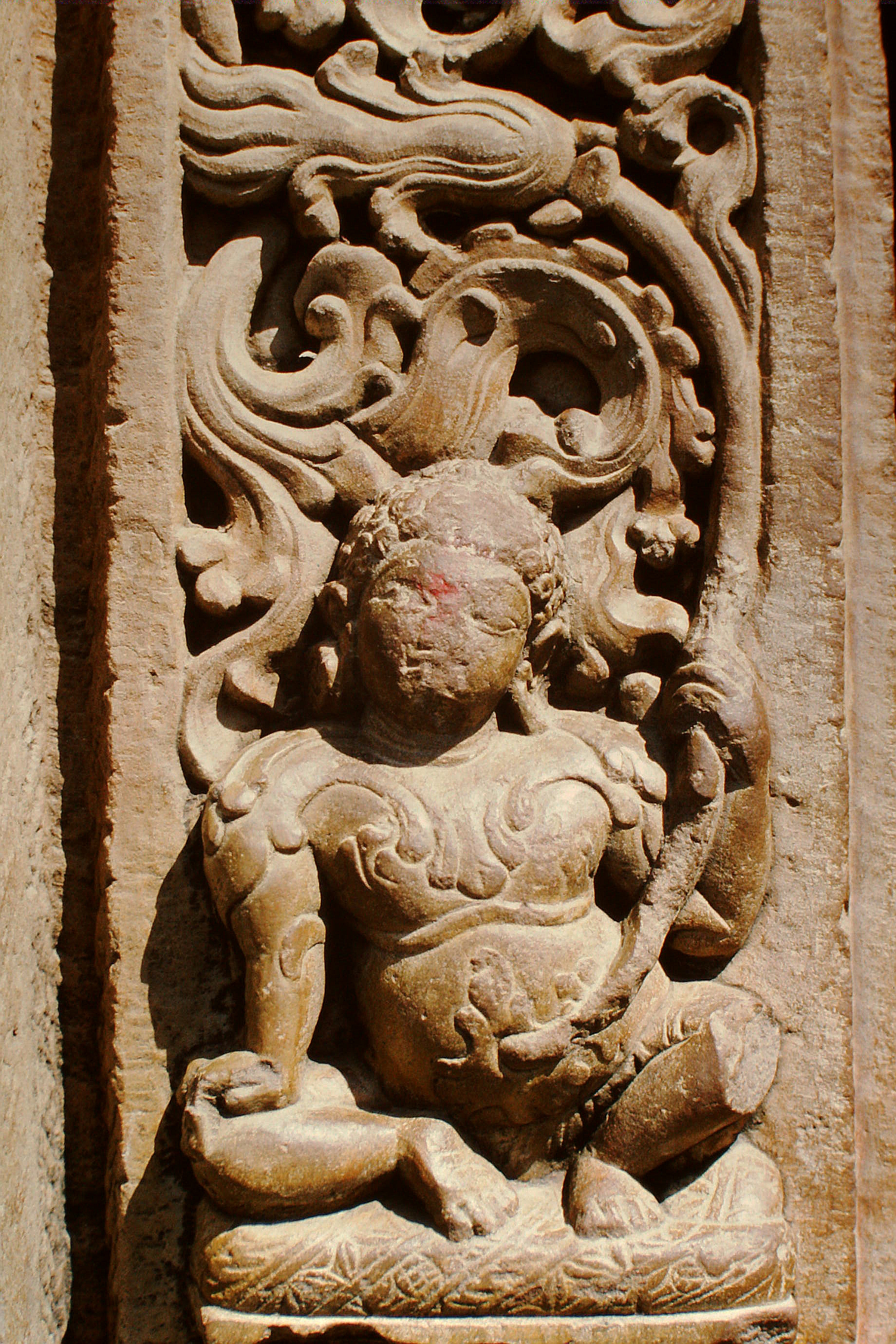
Zwerg (gana) mit Rankenwerk

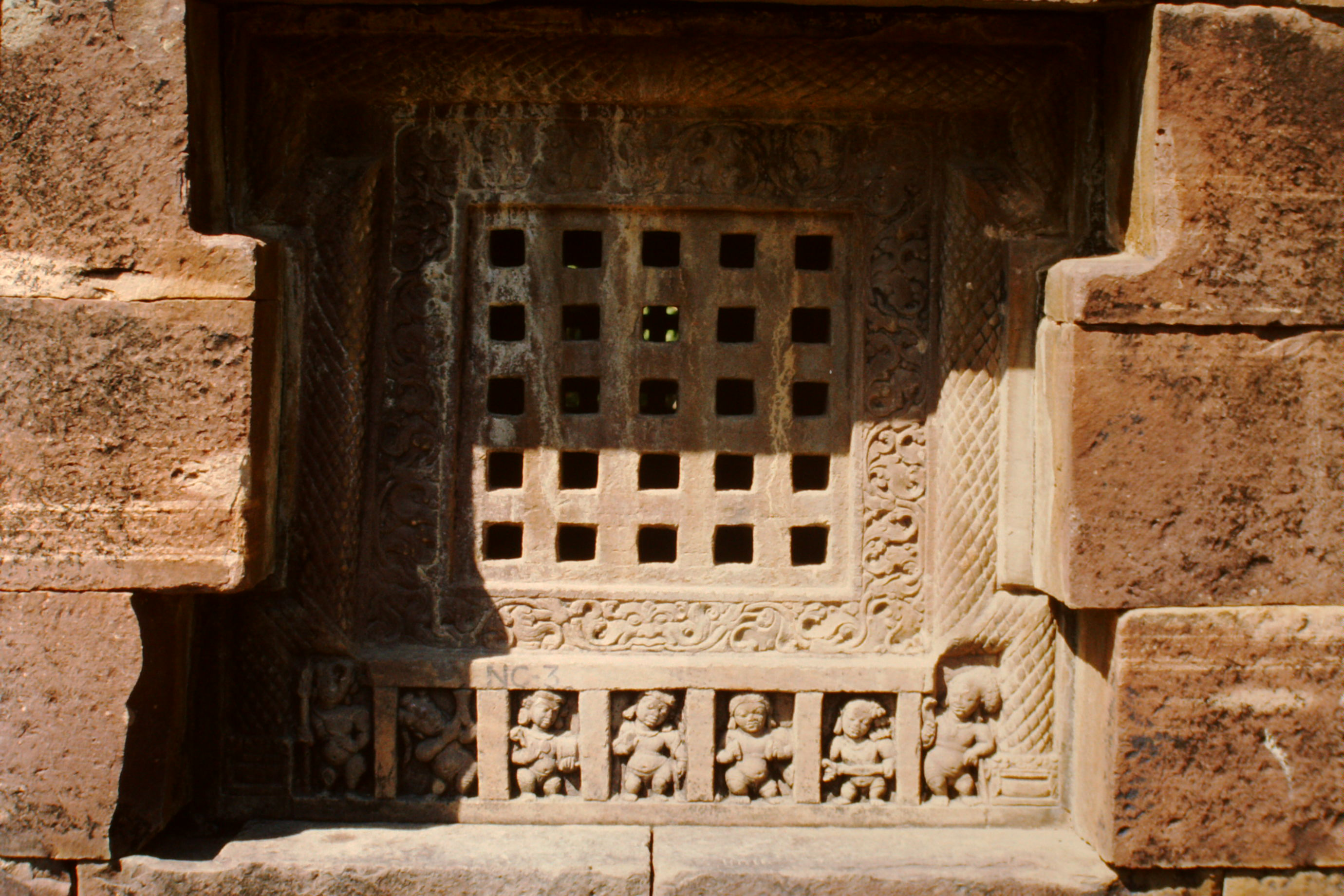
Jali-Fenster am Parvati-Tempel

#### Jali-Fenster
Zwei der ältesten steinernen Jali-Fenster Indiens, die noch wie Holzfenster in die Außenwände der Cella eingepasst sind, sind mit musizierenden bzw. tanzenden Ganas und vegetabilischem bzw. abstraktem Dekor versehen; sie stammen wahrscheinlich aus dem 3. Drittel des 5. Jahrhunderts.
In die „Felslandschaft“ der Plattformwände waren mehrere kleine Tierreliefs (ruhende Gazellen etc.) eingelassen, von denen sich jedoch nur wenige erhalten haben.

### Chaumukhnath-Tempel

#### Architektur
Im Grundriss sowie in den Ausmaßen der Plattform und der Cella ist der nach Osten, d. h. in Richtung der aufgehenden Sonne ausgerichtete Chaumukhnath-Tempel (auch Chaturmukha-Mahadeva-Tempel genannt) in etwa dem Parvati-Tempel vergleichbar; er steht diesem versetzt gegenüber. Die Baugeschichte des Tempels ist ungewöhnlich und komplex: Auf einer vielleicht noch aus dem 5. Jahrhundert stammenden Plattform wurde im ausgehenden 9. Jahrhundert, d. h. in der Pratihara-Zeit, ein neuer Tempel errichtet, dem allerdings Fenster aus einem alten – wahrscheinlich dem ursprünglichen – Tempel des späten 5. Jahrhunderts eingesetzt wurden. Die Außenwand des Tempels ist mehrfach gegliedert; das reiche Baudekor bestehend aus Jali-Fenstern, Figuren (mithunas), Nischen und Dekorpaneelen (udgamas) verweist auf den Pratihara-Stil, ist jedoch auf unterschiedlichen Ebenen angebracht, was dem Tempel ein ungewöhnliches, aber interessantes Aussehen verleiht. Ein durch ein umlaufendes Gesims optisch und architektonisch von der Außenwandarchitektur des Sanktums getrennter Shikhara-Turm wurde kurze Zeit später aufgesetzt.

#### Lingam
Das Innere des kleinen Sanktums (garbhagriha) birgt einen etwa einen Meter hohen Shiva-Lingam mit vier Gesichtern (char = vier / mukha = Antlitz, Gesicht / nath = Herr), von denen drei weitgehend gleich gestaltet sind und Ruhe ausstrahlen. Das vierte Gesicht Shivas mit weitaufgerissenem Mund, hochgezogenen Nasenflügeln und leicht hervorquellenden Augen zeigt den schrecklichen Aspekt des Gottes in seiner Form als Bhairava. Alle vier Gesichter zusammen verdeutlichen den universalen Aspekt bzw. die universale Bedeutung Shivas. Derartige ikonische Lingams sind in Indien eher selten und meist mit nur einem Gesicht versehen (z. B. Bhumara); wahrscheinlich sind sie auf den Wunsch einiger Shiva-Anhänger oder Shiva-Sekten zurückzuführen, ihren Gott auch bildhaft verehren zu können, wie es bei den anderen indischen Göttern schon längere Zeit üblich war. Der heutige Lingam entstammt wahrscheinlich dem 7. Jahrhundert; ein anderer – möglicherweise der ursprüngliche Chaumukhnath-Lingam aus dem 5. Jahrhundert – ist jedoch ebenfalls erhalten und in der Nähe aufgestellt. Beide Lingams präsentieren sich – trotz oder gerade wegen der beständigen Pflege und Verehrung durch die Brahmanen – in hervorragendem Zustand.
Auch das weibliche Gegenstück zum Lingam, die Yoni, ist erhalten; durch sie werden die Opfergaben der Pilger (Ghee-Butter, Reiskörner, (Kokos-)Milch, Wasser etc.), mit denen der Lingam von den Brahmanen beklebt bzw. übergossen wird, nach außen abgeleitet.

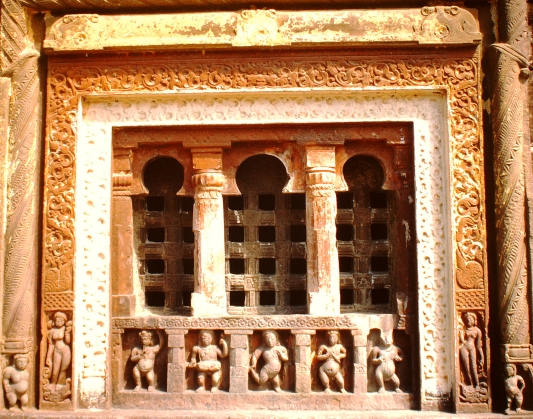
Nachna – Jali-Fenster (5. Jh.) am Chaumukhnath-Tempel mit tanzenden und musizierenden Ganas sowie den Flussgöttinnen Ganga und Yamuna

#### Jali-Fenster
Drei – jeweils aus nur einem Stein herausgearbeiteten – Jali-Fenster, die dem dunklen Sanktum nur wenig Licht spenden, gehören ebenfalls zu den Sehenswürdigkeiten des Tempels. In ihrem mehrschichtigen Aufbau sowie in ihrem Figurenschmuck sind sie deutlich entwickelter als die Jalis am Parvati-Tempel und eher dem dortigen Portalschmuck vergleichbar. Die eigentliche Fensterfüllung ist zweischalig mit reich profilierten – an hölzerne Vorbilder erinnernden – Gittern im Innern und drei kleinen Arkaden im Äußeren, deren Bögen als Hufeisenbögen ausgebildet sind. Die polygonal gebrochenen Säulchen stehen auf einer kubischen Basis, haben ein kürbisförmiges Kapitell (amalaka) und enden in einem blockhaften Aufsatz mit Abakus-Platte.
Alle drei Fenster zeigen musizierende und tanzende Ganas im unteren Bereich; bei einem erscheinen zusätzlich die spiegelbildlich angeordneten Flussgöttinnen Ganga und Yamuna auf ihren vahanas, in diesem Fall jeweils einem Flussungeheuer (makara). Die zurückgestuften Rahmeneinfassungen (shakhas) sind reich dekoriert.

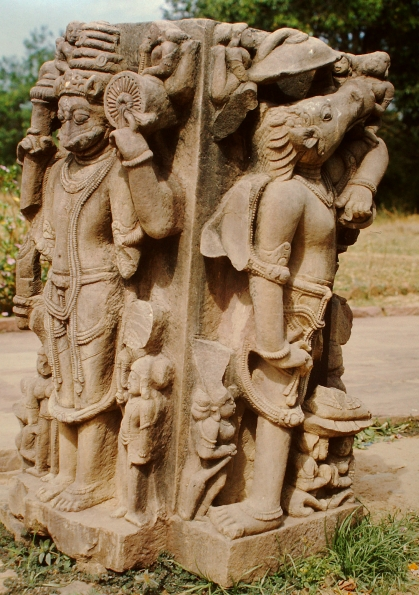
Nachna – Pfeilerstumpf mit vier, beinahe vollplastischen, Avatar-Darstellungen Vishnus (hier Narasimha und Varaha)

### Andere Tempel
Etwa 400 m südlich der archäologischen Stätte von Nachna stehen weitere, relativ neue Tempel (Teliya Madh-Tempel, Rupani-Tempel), in die jedoch bei ihrer Errichtung gegen Ende des 19. Jahrhunderts Figuren und Reliefteile von zerstörten Gupta-Tempeln eingepasst wurden, woraus der Schluss gezogen werden kann, dass in Nachna ehemals noch weitere gupta-zeitliche Tempel standen.
Ein altes Steinfenster aus dem 5. Jahrhundert mit hufeisenförmigen Schlüssellochöffnungen sowie mehrere Skulpturenfunde wurden in unmittelbarer Nähe der Hauptzone aufgestellt.

## Umgebung
Im Umkreis (ca. 45 km) von Nachna existieren noch mehrere kleinere archäologische Stätten (Pipariya, Khoh, Bhumara u. a.), die auch der Gupta-Zeit zugerechnet werden, jedoch allesamt nur wenig bekannt und erforscht sind; der im Jahr 1979 restaurierte Shiva-Tempel von Bhumara (oder Bhumra) mit einem eindrucksvollen, eingesichtigen Lingam ist davon der noch am besten erhaltene.

## Bedeutung
Heute wie wohl auch in früheren Zeiten hat die Tempelstätte von Nachna bei der Bevölkerung nur eine regionale Bedeutung. Obwohl sie zu den schönsten sowie in archäologischer Hinsicht interessantesten und eindrucksvollsten Stätten in ganz Nordindien gehört, finden nur selten Touristen den Weg hierher.